# Adam Tadeusz Szaniawski
Adam Tadeusz Szaniawski herbu Junosza (zm. po 1793) – cześnik łomżyński, generał major wojsk koronnych, regimentarz partii Małopolskiej w konfederacji barskiej, porucznik znaku pancernego kasztelana kijowskiego w 1769 roku. 
Pochodził z rodziny wywodzącej z ziemi łukowskiej, z powodu zniszczenia ksiąg ziemskich i grodzkich łukowskich nie można ustalić dokładnie jego rodowodu. Był zapewne krewnym Adama Kazimierza Szaniawskiego być może jego bratankiem, gdyż obaj posiadali dobra Jastków w województwie lubelskim. Jako cześnik łomżyński został 6 lutego 1764 na sejmiku w Lublinie obrany sędzią kapturowym ziemi łukowskiej. Będąc posłem łukowskim na sejm elekcyjny, podpisał 6 września 1764 z województwem lubelskim elekcję Stanisława Augusta Poniatowskiego. Został posłem na sejm w 1766. Jeden z dowódców konfederacji barskiej w Wielkopolsce. W 1769 został marszałkiem lubelskim konfederacji, dowódcą zgrupowania kaliskiego. Po bitwie pod Dobrą w 1770 roku dostał się do niewoli rosyjskiej. O zwolnienie Szaniawskiego zabiegał król, lecz spotkał się z odmową posła rosyjskiego. Szaniawski został zesłany 22 sierpnia 1770 przez Kijów do Kazania przebywał na zesłaniu prawdopodobnie 5 lat, nie wiadomo, kiedy wrócił z Rosji. Na pewno był w kraju w połowie 1776 i wspólnie z żoną próbował spłacić wierzycieli. Szaniawski występujący jako cześnik łomżyński, potem tylko pułkownik, od 1780 pozostawał z żoną w separacji. To ona występowała jako właścicielka Jastkowa, a w aktach lubelskich nazwisko Szaniawskiego pojawia się jeszcze w 1793.